# Tănase Tudoran
Tănase Tudoran (Todoran) (n. 1659 — d. 1763) a fost un țăran originar din Bichigiu, sat aparținător de comuna Telciu, județul Bistrița-Năsăud, martir pentru cauza militarilor năsăudeni, recruți ai Regimentului 2 de graniță românesc din Transilvania.

## Viața
La instigarea lui Tănase Todoran, fostă cătană imperială, a fost zădărnicită depunerea jurământului militar de către recruții români năsăudeni înrolați în două batalioane de grăniceri, în cadrul unei ceremonii desfășurate la 10 mai 1763, lângă Salva, pe platoul numit Mocirlă, în prezența generalului Adolf von Buccow, comandantul trupelor imperiale austriece din Transilvania și a episcopului unit de la Blaj, Petru Pavel Aron, venit sa sfințească steagurile de luptă. Refuzul lor era legat de faptul că au fost schimbate condițiile inițiale de înrolare ale recruților, precum și o serie de drepturi civile ce li se cuveneau, pentru care însuși Tănase Todoran a fost trimis cu câțiva ani mai înainte la Viena, împreună cu alți fruntași ai năsăudenilor, din comunele de pe valea Someșului Mare, privind admiterea acestora în armata imperială, ca soldați grăniceri (infanteriști).
Drept urmare, Tănase Todoran și ceilalți implicați în această mișcare de revoltă au fost executați după o serie de anchete militare, urmate de procese desfășurate de-a lungul anului 1763. Astfel, în final, Tănase Todoran a fost condamnat la moarte prin  frângere cu roata, iar ceilalți prin spânzurare: Vasile Dumitru din Mocod, Grigore Manu din Zagra și Vasile Oichi din Telciu. Alți țărani implicați în revoltă au fost pedepsiți prin lovituri de vergi.
Badea Tănase Todoran, așa cum este cunoscut de către locuitorii Țării Năsăudului, a murit tras pe roată pe platoul Mocirlei din Salva, la vârsta de 104 ani, motivele supliciului fiind diverse, în primul rând fiind cele ce vizau respectarea drepturilor și privilegiilor militare și civile dobândite în urma negocierilor purtate la Viena de către delegații comunelor someșene.. Aceste conflicte petrecute acolo nu au avut la bază nicidecum un substrat de divergență de natură religioasă, mai precis legată  de Unirea religioasă a românilor năsăudeni cu Biserica Romei, fapt petrecut cu o jumătate de secol mai înainte, la 1700, așa cum a scris și istoricul Virgil Șotropa în textele sale despre Regimentul Grăniceresc Năsăudean apărute în "Arhiva Someșană" din 1925, precum și scrierile lui George Barițiu în a sa "Istorie a Regimentului alu II (-lea) Romanescu granitariu transilvanu" (Brașov, 1874) despre revolta condusă de Tănase Todoran.
Multe sate românești din Ardeal au trimis mai apoi, în deceniile ce au urmat, în repetate rânduri, delegați ca să fie militarizați, pentru a scăpa de starea de iobăgie . Printre acestea sunt de amintit și satele de pe Valea Bârgăului (devenite ortodoxe în urma defectării de la Unirea cu Biserica Romei, ca urmare a răscoalei condusă de călugărul bosniac Sofronie de la Cioara) au fost militarizate în urma propriilor solicitări doar după apariția patentei imperiale privind libertatea religioasă în Austria habsburgică, edict (de toleranță) semnat de împăratul Iosif al II-lea al Sfântului Imperiu Roman, la 13 octombrie 1781.